# استیون سرجیک
استیون سرجیک (انگلیسی: Stephen Surjik؛ زادهٔ ۱۹۶۷ میلادی) یک کارگردان تلویزیونی، کارگردان فیلم، تهیه‌کننده فیلم اهل کانادا است. وی از سال ۱۹۸۳ میلادی تاکنون مشغول فعالیت بوده‌است.
از فیلم‌ها یا مجموعه‌های تلویزیونی که وی در آن‌ها نقش داشته‌است می‌توان به گمشده در فضا، یگان ۶، آیرون فیست، مدافعان، مجازاتگر، با استعداد، بازمانده برگزیده، لوک کیج، متل بیتس، دردویل، جسیکا جونز، فلش، ارو، فهرست سیاه، مظنون، کامن لا،  خانواده غیرمعمولی، مرز جنون، انبار ۱۳، مهره سوخته، من کندی می‌خوام، غیب‌گو، مانک و قصه‌های جزیره اشاره نمود.